# 영동로
영동로(Yeongdong-ro)는 충청북도 영동군 학산면 봉소리 압치터널과 영동읍 부용리 영동 교차로를 잇는 충청북도의 도로이다.
전 구간 국도 제19호선에 속한다.

## 연혁
- 2006년 1월 25일 : 영동군 학산면 범화리 ~ 영동읍 부용리 11.94km 구간 확장 개통, 기존 12.5km 구간 폐지[1]
- 2007년 12월 31일 : 학산 ~ 영동간 도로(영동군 영동읍 부용리 ~ 무주군 무주읍 오산리) 구간 20.26km 4차선 확장 개통.[2][3]
- 2009년 7월 10일 : 2개 이상 시·도에 걸쳐 있는 도로로 영동로를 고시[4]

## 주요 경유지
충청북도
- 영동군 (학산면 · 양강면 · 영동읍)

## 노선
| 이름                   | 접속 노선                                                          | 소재지        | 소재지        | 비고                                                                                    |
| 무주로와 직결          | 무주로와 직결                                                      | 무주로와 직결 | 무주로와 직결 | 무주로와 직결                                                                           |
| ---------------------- | ------------------------------------------------------------------ | ------------- | ------------- | --------------------------------------------------------------------------------------- |
| 압치터널               |                                                                    | 영동군        | 학산면        | 국도 제19호선 구간 영동 방향 연장 480m 무주 방향 연장 500m                              |
| 봉소 교차로            | 무학로                                                             | 영동군        | 학산면        | 국도 제19호선 구간                                                                      |
| 봉산 교차로 (학산1교)  | 지방도 제501호선 (갈기산로) 무학로                                 | 영동군        | 학산면        | 국도 제19호선 구간                                                                      |
| 삼정리입구             | 삼정2길                                                            | 영동군        | 학산면        | 국도 제19호선 구간 영동 방향 진입 불가 무주 방향 진출 불가                              |
| 학산천교 학산2교       |                                                                    | 영동군        | 학산면        | 국도 제19호선 구간                                                                      |
| 덕천교                 | 무학로                                                             | 영동군        | 학산면        | 국도 제19호선 구간 영동 방향 진출 불가 무주 방향 진입 불가                              |
| 학산사거리             | 서산로 서산동길                                                    | 영동군        | 학산면        | 국도 제19호선 구간                                                                      |
| 서산교                 |                                                                    | 영동군        | 학산면        | 국도 제19호선 구간                                                                      |
| 학산삼거리             | 서산로                                                             | 영동군        | 학산면        | 국도 제19호선 구간                                                                      |
| 마포 교차로 (범화육교) | 학산영동로                                                         | 영동군        | 학산면        | 국도 제19호선 구간 영동 방향 진입 불가 무주 방향 진출 불가                              |
| 마포1교 미봉교         |                                                                    | 영동군        | 양강면        | 국도 제19호선 구간                                                                      |
| 묵정 교차로 (묵정육교) | 국가지원지방도 제68호선 지방도 제505호선 (학산영동로) (용화양강로) | 영동군        | 양강면        | 국도 제19호선 구간 국가지원지방도 제68호선 구간                                         |
| 원동교                 |                                                                    | 영동군        | 양강면        | 국도 제19호선 구간 국가지원지방도 제68호선 구간                                         |
| 원동 교차로            | 학산영동로                                                         | 영동군        | 양강면        | 국도 제19호선 구간 국가지원지방도 제68호선 구간 영동 방향 진출 불가 무주 방향 진입 불가 |
| 괴목교                 |                                                                    | 영동군        | 양강면        | 국도 제19호선 구간 국가지원지방도 제68호선 구간                                         |
| 괴목 교차로 (괴목1교)  | 괴목산막로                                                         | 영동군        | 양강면        | 국도 제19호선 구간 국가지원지방도 제68호선 구간                                         |
| 가동 교차로 (영동교)   | 괴목로                                                             | 영동군        | 양강면        | 국도 제19호선 구간 국가지원지방도 제68호선 구간 영동 방향 진입 불가 무주 방향 진출 불가 |
| 양가동 교차로          | 양정죽촌로                                                         | 영동군        | 영동읍        | 국도 제19호선 구간 국가지원지방도 제68호선 구간                                         |
| 영동 교차로            | 국도 제4호선 (난계로)                                              | 영동군        | 영동읍        | 국도 제19호선 구간 국가지원지방도 제68호선 구간                                         |
| 난계로와 직결          |                                                                    |               |               |                                                                                         |